# 松尾勝利
松尾 勝利（まつお かつとし、1954年8月5日 - ）は、日本の政治家。佐賀県鹿島市長（1期）、元鹿島市議会議員（4期）。

## 来歴
佐賀県鹿島市出身。佐賀県立鹿島高等学校出身。長崎大学水産学部卒業後、鹿島市内の実家に戻り農漁業を継ぎ、2008年からは佐賀県有明海漁業協同組合で監事及び鹿島支所の運営委員長も務めた。2007年に有明海漁協の仲間から「漁業者の声を議会に届けてほしい」と後押しされ、鹿島市議に初当選し、4期務めた。
2021年12月22日、翌年4月の鹿島市長選挙への立候補を表明し、2022年1月11日付で市議を辞職。4月24日の投開票の結果、元市議の稲富雅和を1,412票差で破り、初当選を果たした。